# Gabrielle Gimenez
Gabrielle Gimenez, encore appelée Gaby, ou Gaby Jimenez, née à Oran en 1920, est une militante communiste et anti-colonialiste. Elle a connu deux fois la clandestinité, l’arrestation, la prison et la torture, sous le régime de Vichy en 1941 puis à nouveau pendant la Guerre d'Algérie en 1956, sous la quatrième République française. Après l’indépendance de l’Algérie, elle est revenue dans ce pays avec son mari.

## Biographie
Gabrielle Gimenez est née à Oran en décembre 1920,,. Ses parents étaient nés à Oran, mais ses grands-parents venaient d’Espagne, d’Andalousie, où le nom de famille s’écrivait Jimenez. L’état-civil d’Oran a francisé ce nom en Gimenez. Son père avait combattu dans l’armée française durant la Première Guerre mondiale, notamment dans la Bataille des Dardanelles et l’expédition de Salonique, puis est devenu dans l'entre-deux-guerres un cheminot cégétiste. Après le certificat d’études primaires, Gabrielle Gimenez suit des cours du soir de la mairie d’Oran et obtient un CAP de comptabilité et de secrétariat.
En parallèle, elle initie un certain nombre d’engagements politiques. En 1936, âgée de seize ans, elle entre aux Jeunesses communistes, puis elle met ses compétences de dactylo au service du Parti communiste algérien. Celui-ci, interdit par le gouvernement de Vichy, est contraint de devenir un mouvement clandestin en 1940,. Elle est appelée d’Oran avec d’autres militants communistes pour réorganiser une direction communiste à Alger, aidés par des anciens des Brigades internationales tels que Maurice Laban. Ils appellent à l’indépendance de l’Algérie dès novembre 1940. Son nom figure sur une liste du Comité central du Parti communiste algérien. Arrêtée à Alger au milieu de l’année 1941, elle est mise nue et torturée par le commissaire français Achiary, emprisonnée à la prison de Serkadji puis condamnée aux travaux forcés. Elle est libérée en février-mars 1943, quelques mois après le débarquement allié en Afrique du Nord de novembre 1942.
En 1946 avant la naissance de son fils, elle connaît des problèmes importants de santé. Elle est accueillie à l’hôpital Tenon à Paris puis placée en cure dans un sanatorium dans les Alpes, de 1949 à 1951. Puis elle revient à Oran, et reprend place au Parti communiste algérien et à l’Union des femmes.
Après le démantèlement dans l’été 1956 du maquis communiste des Combattants de la libération, groupe de guérilla créé par le Parti communiste algérien après le déclenchement de la guerre d'Algérie, elle et son mari Roger Bénichou participent aux secours apportés aux rescapés de ce maquis,. Début septembre 1956, elle et son mari sont arrêtés, torturés et condamnés. Sa situation est citée dans un éditorial du journal communiste  L’Humanité le 25 septembre 1956 par Léon Feix : « N’est-il pas révoltant que Gaby Gimenez, ancien conseiller général d’Oran, condamnée aux travaux forcés sous Vichy, ait été victime de procédés pires que ceux dont elle a eu à souffrir cruellement en 1941 ». Elle est condamnée par le tribunal permanent des forces armées d’Oran le 25 juillet 1957 à vingt ans de travaux forcés ramenés à quinze ans par un nouveau jugement en janvier 1958, après que les avocats aient pu faire valoir un vice de forme. Elle rejoint les condamnées femmes à la prison de  El-Harrach avant d’être transférée à Paris à la prison de femmes de La petite Roquette parmi les prisonniers de droits communs. A Oran, l’OAS menace ses parents et blesse sa sœur dans un attentat. Simone Weil obtient qu’elle rejoigne des prisonniers politiques femmes au Centre pénitentiaire pour femmes de Rennes. Puis elle est libérée bien après les accords d’Évian,. Elle retourne ensuite en Algérie devenue indépendante, avec son mari, reprend un métier de comptable, et obtient la nationalité algérienne en 1977,,.